# Russische Minderheit in Polen
Die russische Minderheit in Polen umfasst Personen, die in Polen leben und sich national oder ethnisch als Russen identifizieren. Laut Zensus des Jahres 2011 umfasste diese Bevölkerungsgruppe 13.000 Menschen.

## Anteil an der Gesamtbevölkerung
In der Vergangenheit, etwa der Polnisch-Litauischen Adelsrepublik (1569–1795) oder der Zweiten Polnischen Republik (1918–1938/45) lag die Zahl der Russen in Polen bei über 100.000. Wechselnde Grenzen und Zwangsumsiedlungen nach dem Zweiten Weltkrieg senkten die Zahl drastisch.
Die Gemeinde Augustów verzeichnet mit 0,66 % den höchsten Bevölkerungsanteil von Russen. Sie ist die einzige Gemeinde mit einem Anteil von mehr als 0,5 %.

## Kulturelles
Die Mehrheit der russischen Minderheit in Polen sind Angehörige der Orthodoxen Kirchen. Hierin liegt ein kultureller Unterschied zur Mehrheitsgesellschaft, die zu 86 %  der römisch-katholischen Kirche angehören.

## Bekannte Angehörige der Minderheit
- Anton Iwanowitsch Denikin (1872–1947), russischer Generalleutnant